# Boetprocessie

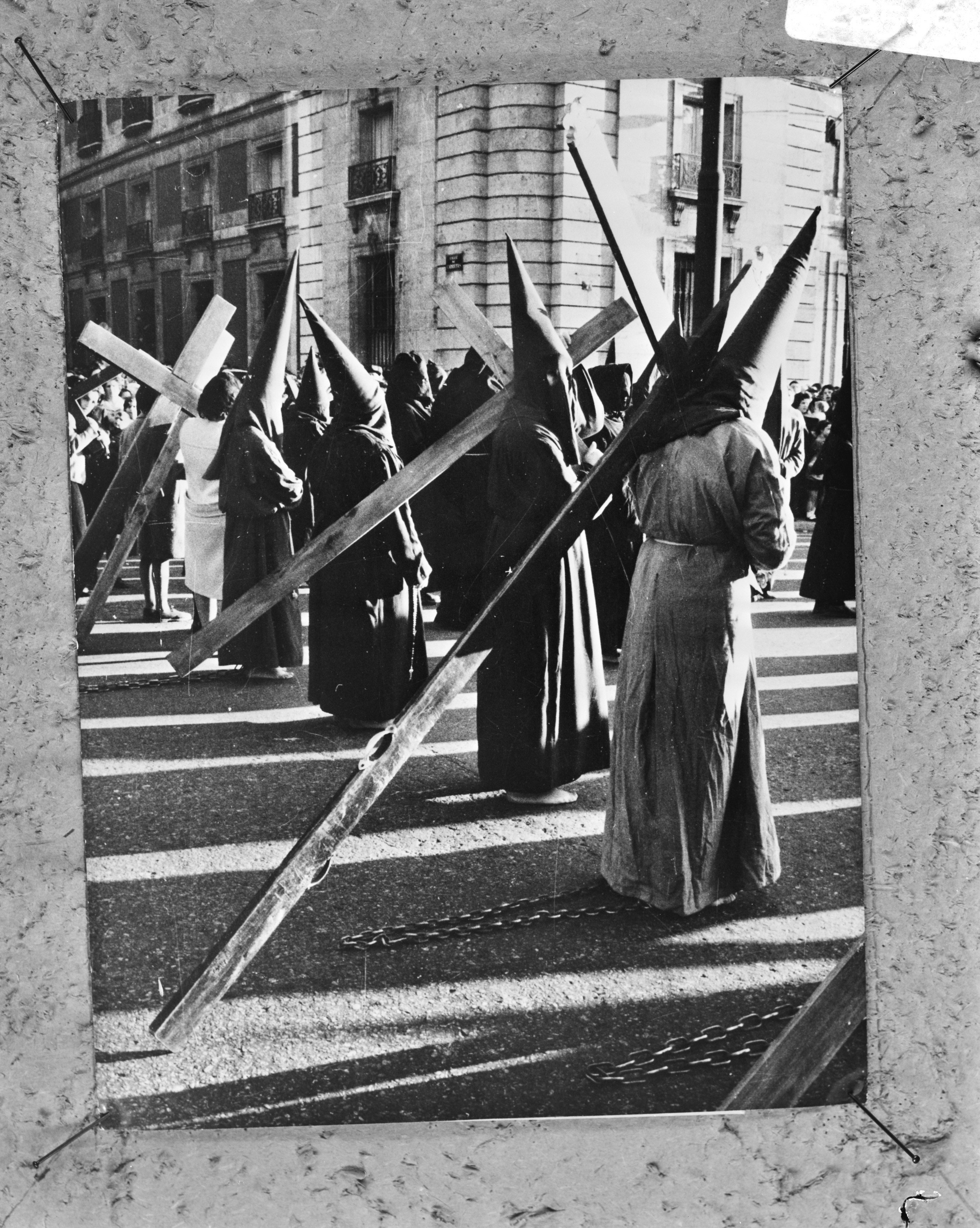
Processie in Spanje. Mensen gehuld in pijen met puntmutsen op en gezicht verborgen

Een boetprocessie is een processie die door een stad of dorp uitgaat als uiting van boetvaardigheid van de gemeenschap ten opzichte van God, van wie vergeving wordt gevraagd. Deze vorm van processie komt in verschillende religies voor.
In de Katholieke Kerk is de boetprocessie sinds de oudheid bekend als liturgische plechtigheid, bijvoorbeeld tijdens de kruisdagen. Daarnaast worden er bijvoorbeeld tijdens de Goede Week in een aantal landen en streken zoals Spanje, Sicilië en Zuid-Duitsland meer volkse boetprocessies gehouden.  De Semana Santa in Sevilla is hiervan een voorbeeld. Beroemd is verder de boetprocessie van Veurne in België (georganiseerd door de Sodaliteit van de Gekruisigde Zaligmaker). Veelal wordt in de boetprocessie de lijdensweg van Christus uitgebeeld en lopen boetelingen mee, barrevoets en gekleed in een boetepij.